# Montante Américaine

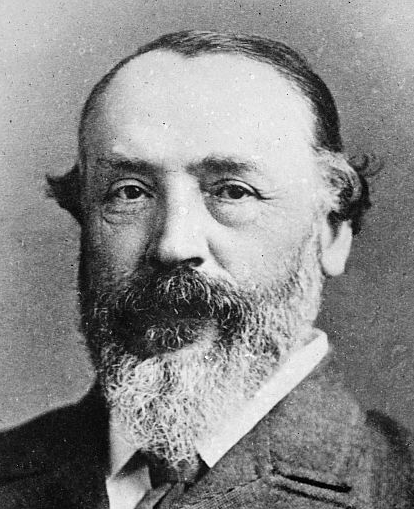
Henry du Pré Labouchère

Jean Baptiste le Rond d’Alembert, Porträt von Maurice Quentin de La Tour, 1753

Die Montante Américaine, Annulation Américaine oder kurz Américaine ist eine populäre Form des Martingalespiels, welche von vielen Spielern beim Setzen auf die einfachen Chancen beim Roulette angewendet wird.
Diese Satztechnik ist auch unter den Namen Labouchère oder abgekürzt Labby bekannt, wahrscheinlich nach Henry du Pré Labouchère (1831–1912), einem englischen Journalisten und Politiker – der eben auch kurz "Labby" genannt wurde. Manchmal wird diese Spielweise auch als Annulation d’Alembert bezeichnet und dem französischen Mathematiker und Philosophen Jean Baptiste le Rond d’Alembert zugeschrieben, so wie die Progression d’Alembert.
Vor Beginn seines Angriffs auf die Spielbank schreibt der Spieler die Zahlen
1 – 2 – 3 – 4
auf einen Zettel. Während des Spiels setzt er stets die Summe der beiden äußersten Zahlen dieser Folge; d. h. im ersten Coup setzt der Spieler 1+4=5 Einheiten (Stück). Gewinnt er diesen Coup, so streicht er die beiden äußersten Zahlen durch, und seine Notiz zeigt
(1) – 2 – 3 – (4).
Nun setzt er 2 + 3 = 5 Einheiten. Verliert der Spieler einen Coup, so fügt er die Anzahl der zuletzt gesetzten Einheiten seinen Aufzeichnungen hinzu und erhält folgendes Bild
(1) – 2 – 3 – (4) – 5.
Im nächsten Coup sind daher 2 + 5 = 7 Einheiten zu setzen; wird dieser Coup gewonnen, so setzt der Spieler danach 3 Einheiten; usf. (Anmerkung: Enthält die Liste nur mehr eine einzige Zahl, so beträgt der Einsatz gerade diese Zahl.)
Gelingt es einem Spieler alle Zahlen seiner Reihe durchzustreichen, so hat er das Ziel erreicht und insgesamt zehn Einheiten gewonnen und kann nun einen neuen Angriff starten.
Die Américaine ist so wie die Montante Hollandaise ein Beispiel einer Abstreichprogression (Stellentilgungssystem, Annulation): Durch jeden Gewinn werden vorangegangene Verluste getilgt und auf der Liste gestrichen.
Die Beliebtheit der Américaine beruht auf folgenden Eigenschaften:
- Die Höhe der Einsätze wächst bei mehreren Verlusten in Folge weniger rasch als beim fortgesetzten Doublieren (Verdoppeln), der klassischen Martingale, sodass das von der Spielbank festgesetzte Maximum (Höchsteinsatz) nicht so bald erreicht wird.
- Solange das System wie vorgesehen gespielt werden kann, gleicht jeder gewonnene Coup zwei verlorene Coups aus: Der Spieler braucht also beim Setzen auf einfache Chancen wie Rouge oder Noir im Mittel nur geringfügig mehr als jedes dritte (!) Spiel zu gewinnen, sodass dieses System nicht auf das - von den meisten Spielern ohnehin falsch verstandene -  Gesetz des Ausgleichs (Equilibre) angewiesen ist, das z. B. der Montante Hollandaise oder der Progression d’Alembert zugrunde liegt.

Damit sind die wichtigsten Einwände, die gegen viele Spielsysteme vorgebracht werden, entkräftet, und so scheint dieses System tatsächlich unfehlbar. Das ist aber ein Trugschluss: Der  Erwartungswert für den Verlust ist der genau gleiche wie bei allen Roulette-Systemen; der mathematische Beweis für die Nichtexistenz sicherer Gewinnstrategien kann mithilfe der Martingal-Theorie erbracht werden.